# Martin Weiss (Manager)
Martin Weiss (* 7. Juli 1967 in Bayreuth) ist ein deutscher Unternehmer und Medienmanager.

## Familie und Ausbildung
Martin Weiss ist Sohn des Musikwissenschaftlers Günther Weiß. Er ist verheiratet und hat drei Kinder.
Weiss schloss seine Schulausbildung 1986 am UWC-USA ab, studierte Wirtschaftswissenschaften mit einem Abschluss als B.Sc.Econ an der London School of Economics und 1992 mit einem Master in Public Administration an der Harvard Kennedy School der Harvard University. Er war Stipendiat der Studienstiftung des deutschen Volkes und McCloy Academic Scholarship Program an der Harvard University.

## Karriere
Nach seinem Berufsstart bei der McKinsey & Company gründete Weiss 1996 mit zwei Partnern in München die Solon Management Consulting (seit 2021 AltmanSolon), die mit 15 Büros in Europa, Amerika und Asien/Ozeanien zu den führenden Strategieberatungen im Bereich Medien und Telekommunikation weltweit gehört. Weiss stand der Firma bis 2012 vor und leitete seit 2008 das Büro in London.
2013 wechselte er als Vorstand zum Telekommunikationsanbieter Millicom tigo (NASDAQ: TIGO), wo er die Bereiche M&A, Strategie und Business Development verantwortete.
2015 wechselte Weiss zum Burda-Konzern, wo er das Beteiligungsunternehmen Burda Principal Investments (BPI) aufbaute. BPI ist als Venture-Capital-Gesellschaft in über 20 Unternehmen in Europa, USA und Asien investiert. 2017 übernahm Weiss zusätzlich den Geschäftsbereich Burda International und rückte in den Vorstand der Gesellschaft auf. Er schloss oder verkaufte eine Vielzahl an Geschäften, fokussierte die Aktivitäten aber vor allem durch Zukäufe in UK und Polen.
2022 folgte er Paul-Bernhard Kallen und übernahm er den Vorstandsvorsitz von Hubert Burda Media. Der Fokus des Unternehmens unter seiner Leitung lag auf den Themen KI, Internationalisierung und Aufbau von direkten Bezahlbeziehungen zu Endkunden. Im gleichen Jahr war er Teilnehmer am Weltwirtschaftsforum (World Economic Forum, WEF) 2022 in Davos  und Mitglied der Trilateralen Kommission. In die CEO-Ära von Weiss fiel die Akquise 2022 der führenden britischen Ernährungs-Plattform Nutracheck mit über 400.000 zahlenden Abonnenten.
Im Januar 2024 trennten sich Burda und Weiss.

## Aufsichts- und Beiratsmandate
Weiss hatte im Laufe seiner Karriere Beirats- und Chairman-Positionen bei zahlreichen nicht-börsennotierten deutschen und internationalen Firmen inne: BIMA (2012–2013 Beirat), Nebenan.de (2016 – 2021 Chairman), Immediate Media Co. (2016 – 2023 Chairman), Vinted Ltd. (2015–2022 Beirat).
Er war von 2020 bis 2024 Aufsichtsrat der börsennotierten Tomorrow Focus AG (2003–2015) sowie Vorsitzender des Aufsichtsrates der New Work SE mit den Marken Xing und kununu.